# 14821 Мотаено
14821 Мотаено (14821 Motaeno) — астероїд головного поясу, відкритий 14 листопада 1982 року.
Тіссеранів параметр щодо Юпітера — 3,591.
Названо на честь Мотаено (яп. もたえの Мотаено)